# Finlandia en los Juegos Olímpicos de Calgary 1988
Finlandia estuvo representada en los Juegos Olímpicos de Calgary 1988 por un total de 53 deportistas que compitieron en 7 deportes.  
El portador de la bandera en la ceremonia de apertura fue el patinador de velocidad Pertti Niittylä.

## Medallistas
El equipo olímpico finlandés obtuvo las siguientes medallas:
| Nombre                                                                  | Deporte            | Competición                |
| ----------------------------------------------------------------------- | ------------------ | -------------------------- |
| Oro                                                                     |                    |                            |
| Marjo Matikainen                                                        | Esquí de fondo     | 5 km F                     |
| Matti Nykänen                                                           | Saltos en esquí    | Trampolín normal M         |
| Matti Nykänen                                                           | Saltos en esquí    | Trampolín grande M         |
| Ari-Pekka Nikkola Matti Nykänen Jari Puikkonen Tuomo Ylipulli           | Saltos en esquí    | Trampolín largo por eqs. M |
| Plata                                                                   |                    |                            |
| Equipo                                                                  | Hockey sobre hielo | Torneo M                   |
| Bronce                                                                  |                    |                            |
| Marjo Matikainen                                                        | Esquí de fondo     | 10 km F                    |
| Marja-Liisa Kirvesniemi Marjo Matikainen Pirkko Määttä Jaana Savolainen | Esquí de fondo     | 4 × 5 km F                 |